# Austen Smith
Pour les articles homonymes, voir Smith.
Austen Jewell Smith, née le 23 juillet 2001 à Dallas, est une tireuse sportive américaine, spécialiste du skeet. Elle est championne du monde du monde de sa discipline lors des Mondiaux Toutes épreuves de 2023 et partage son titre avec l'équipe féminine américaine cette année là, ayant déjà été sacrée lors des Championnats du monde de tir aux plateaux en 2022.

## Palmarès

### Championnats du monde
- 2022 à Osijek (Croatie)
  -  Médaille d'or sur l'épreuve de skeet par équipe.
- 2023 à Bakou (Azerbaïdjan)
  -  Médaille d'or sur l'épreuve de skeet.
  -  Médaille d'or sur l'épreuve de skeet par équipe.